# Andrea Baldini

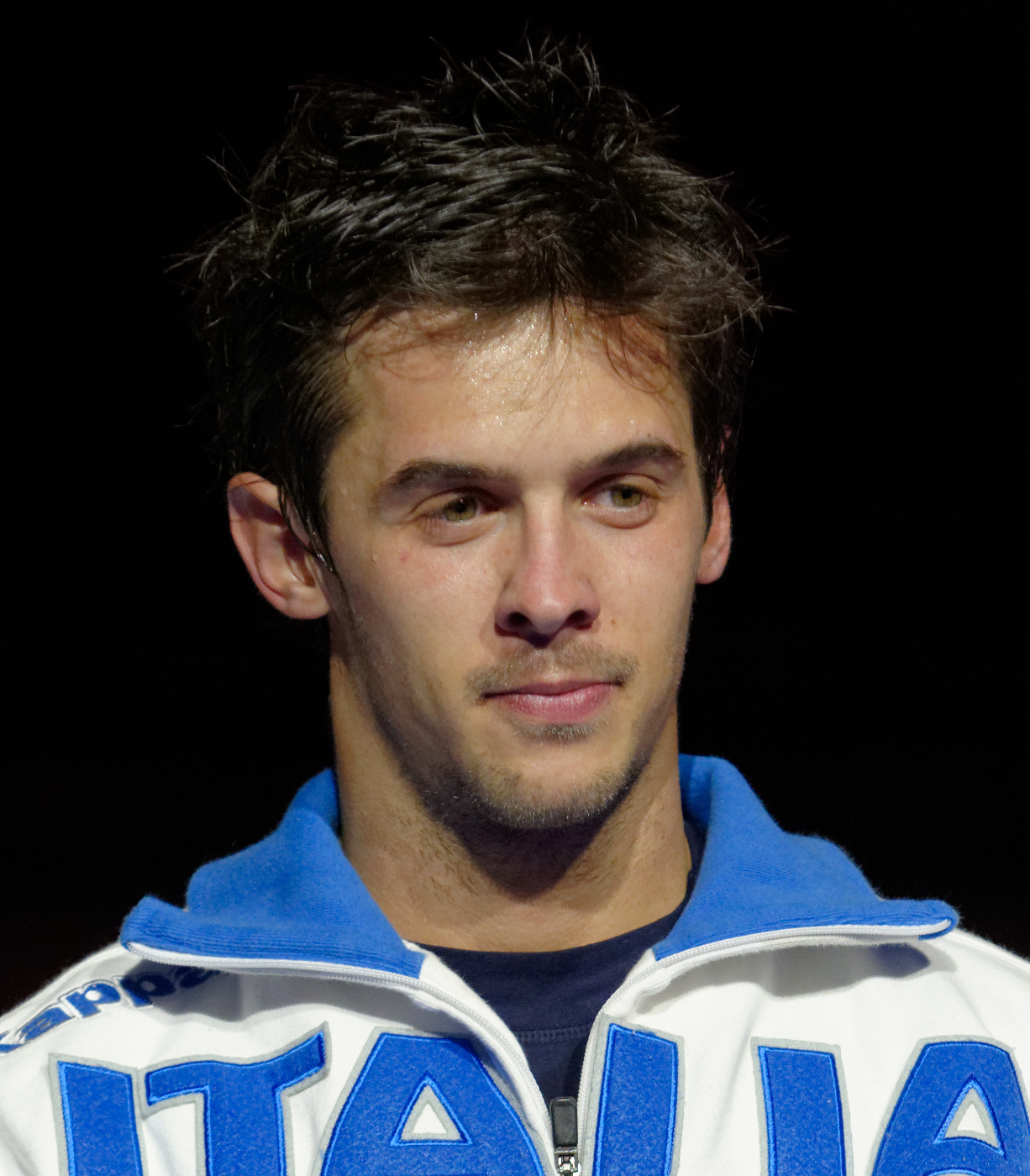
Am Challenge International de Paris 2013

Andrea Baldini (* 19. Dezember 1985 in Livorno) ist ein italienischer Florettfechter und Olympiasieger.

## Leben
Baldini ist Mitglied der italienischen Luftwaffe (Aeronautica Militare Italiana) und seit 2003 Mitglied der italienischen Fechtnationalmannschaft.
2020 heiratete Baldini in Istanbul, die türkische Olympiafechterin İrem Karamete, die er auch trainierte.

## Erfolge
Erste internationale Erfolge feierte er als Junior. Nach einem fünften Platz 2003 und einem sechsten Platz 2004 wurde er 2005 bei der Juniorenweltmeisterschaft in Linz nach einer Finalniederlage gegen den Deutschen Benjamin Kleibrink Vizeweltmeister.
Seine Leistungen bestätigte er 2005 mit der Goldmedaille im Einzel und der Silbermedaille mit der Mannschaft bei der Universiade in Izmir und dem Gewinn der Bronzemedaille im Einzel sowie der Goldmedaille mit der Mannschaft bei der Europameisterschaft im ungarischen Zalaegerszeg. Schließlich errang er bei der Weltmeisterschaft in Leipzig nach einem sechsten Platz im Einzel mit der italienischen Florettmannschaft die Silbermedaille.
Im Jahr darauf stand er bei den Grand-Prix-Turnieren in Kopenhagen, Venedig, St. Petersburg und Caracas jeweils im Finale und erreichte bei den Turnieren in Seoul und Kairo den dritten Platz. Im Herbst des gleichen Jahres gewann er bei der in Turin ausgetragenen Weltmeisterschaft die Silbermedaille im Einzel und die Bronzemedaille mit der Mannschaft.
2007 wurde er italienischer Meister. Im Juli holte er bei der Europameisterschaft in Gent mit einem Sieg im Finalkampf gegen Benjamin Kleibrink seinen zweiten Europameistertitel und gewann zudem mit der Mannschaft die Bronzemedaille. Bei der drei Monate später in St. Petersburg stattfindenden Weltmeisterschaft gewann er nach einer Finalniederlage gegen Peter Joppich die Silbermedaille im Einzel.
Im Jahr 2008 nahm Baldini nicht an den Olympischen Spielen in Peking teil, da er vorher bei einer Dopingprobe positiv auf das Diuretikum Furosemid getestet wurde.
Nach einer sechsmonatigen Sperre gewann er 2009 sowohl die Fechteuropameisterschaften in Plowdiw im Einzel, als auch die Weltmeisterschaft in Antalya im Einzel und mit der Mannschaft.
2010 gewann er bei den italienischen Meisterschaften mit der Mannschaft, bei der Europameisterschaft in Leipzig die Titel im Einzel und mit der Mannschaft. Bei der Weltmeisterschaft des gleichen Jahres in Paris reichte es zu Silber mit der Mannschaft.
Bei den Europameisterschaften 2011 in Sheffield gewann er Bronze im Einzel und Gold mit der Mannschaft.
2012 gewann er mit der Mannschaft erneut die Goldmedaille bei den Europameisterschaften in Legnano.
Bei seinen ersten Olympischen Spielen in London wurde er Olympiasieger mit der Mannschaft, im Einzel erreichte er den vierten Platz.
2013 errang er bei der Europameisterschaft in Zagreb Bronze im Einzel,
bei der WM in Budapest wurde er Mannschaftsweltmeister.
2014 errang er mit der Mannschaft bei der EM in Straßburg Silber und bei der WM in Kasan Bronze.
Bei den Olympischen Spielen 2016 in Rio de Janeiro belegte Baldini mit der Mannschaft den vierten Platz.